# Leucocroton cordifolius
Leucocroton cordifolius är en törelväxtart som först beskrevs av Nathaniel Lord Britton och Percy Wilson, och fick sitt nu gällande namn av Brother Alain. Leucocroton cordifolius ingår i släktet Leucocroton och familjen törelväxter. Inga underarter finns listade i Catalogue of Life.